# Creofilo di Samo
Creofilo di Samo (VIII secolo a.C. ?) è stato un poeta greco antico facente parte del gruppo dei cosiddetti poeti ciclici.

## Biografia
Secondo la tradizione, Creofilo, figlio di Asticle, sarebbe nato a Samo e, probabilmente, sarebbe stato facoltoso, visto che si raccontava avesse ospitato Omero, che, in cambio, gli regaló un poema.
Altre tradizioni ne facevano un abitante di Chio e il genero del poeta.
Alcuni hanno creato un accostamento con Licurgo, ritenendo che il poema fosse stato donato a questi da alcuni discendenti di Creofilo.

## Presa di Ecalia
Annoverato tra i poeti ciclici che narrarono le gesta di Eracle, Creofilo potrebbe aver composto il poema epico Presa di Ecalia che secondo alcuni, come detto,  sarebbe stato invece da attribuire ad Omero. 
L'argomento del poema, di cui restano solo 3 frammenti, due dei quali non testuali, era legato ad una storia che legava fra loro alcuni personaggi del ciclo di Eracle, ossia Eurito e Iole di Ecalia.